# Margaret Sparrow
Margaret June Sparrow (Inglewwod, 25 de junio de 1935) es una activista, escritora y médica neozelandesa, defensora de los derechos reproductivos.

## Carrera
Sparrow realizó su vida académica en instituciones como la Universidad de Otago y la Universidad de Londres, obteniendo en esta última un Diplomado en Venereología. Comenzó su carrera en el campo de la salud trabajando en el centro de salud estudiantil de la Universidad Victoria en Wellington a finales de los años 1960. En ese momento, la clínica sólo permitía la administración de anticonceptivos a parejas casadas y ella tuvo que ir en contra de los deseos del director para implantar allí programas de formación en cuanto a la anticoncepción.
Mientras trabajaba en la clínica, la demanda de anticonceptivos por parte de los estudiantes la llevó a introducir la píldora del día después. Trabajó como oficial médico en Salud Estudiantil hasta 1981. Entre 1977 y 1999 trabajó como venereóloga visitante en el Hospital Wellington.
Fue presidenta de la Asociación para la Reforma de la Ley del Aborto de Nueva Zelanda de 1975 a 1980, y nuevamente de 1984 a 2011. En 1987 fue nombrada miembro de la Orden del Imperio Británico por sus servicios a la medicina y a la comunidad.
Sparrow es directora de Istar Ltd, una empresa sin fines de lucro que importa la píldora abortiva mifepristona de Francia. La píldora fue aprobada para su uso en 2001, y permitió a las mujeres tener abortos médicos - en lugar de quirúrgicos - por primera vez. Ninguna otra compañía farmacéutica estaba interesada en importar dicha droga.

## Publicaciones
- Abortion Then & Now: New Zealand Abortion Stories From 1940 to 1980 (2010); ISBN 9780864736321
- Rough on Women: Abortion in Nineteenth Century New Zealand (2014); ISBN 9780864739360
- Risking their Lives: NZ Abortion Stories 1900-1939 (2017); ISBN 9781776561636